# Bianka (księżyc)
Bianka (Uran VIII) – mały wewnętrzny księżyc Urana. Został odkryty 23 stycznia 1986 roku na zdjęciach przesłanych przez sondę Voyager 2. Nie wiadomo o nim praktycznie nic, oprócz parametrów orbity i rozmiaru.
Nazwa pochodzi od imienia siostry Katarzyny ze sztuki Poskromienie złośnicy Williama Shakespeare’a.